# 全国俳誌協会
全国俳誌協会（ぜんこくはいしきょうかい）は、日本の俳句団体。戦後、新俳句人連盟、現代俳句協会、俳人協会と分裂した俳句団体の横断的交流を目的として見學玄、池田草舎、関口比良男により1964年設立。各団体に所属する結社および会員の他、無所属の俳人も加入することができる。設立当時の参加結社は130社、最盛期は300社を超え、1973年には季刊誌『俳句展望』を創刊。以降、協会の賞として「協会賞」（新作20句詠）、「新人賞」（40歳以下）、「評論賞」（現在は廃止）、「編集賞」（結社誌）、「全国俳句コンクール」を創設。2014年に創立50周年を迎えた。現在の会長は秋尾敏（5代目）、副会長は佐怒賀正美、顧問に有馬朗人、高野ムツオ、大牧広、能村研三。

## 歴代会長
1. 見學玄（1964年就任）
2. 池田草舎（1992年就任）
3. 青木千秋（2000年就任）
4. 滝沢無人（2007年就任）
5. 秋尾敏（2009年就任）

## 事務局
千葉県野田市、俳句図書館「鳴弦文庫」内。

## 賞

### 編集賞
第1回（2010年度）
- 「遊牧」（塩野谷仁 代表）

第2回（2011年度）
- 「天爲」(有馬朗人 主宰)

第3回（2012年度）
- 「沖」（野村研三 主宰）

第4回（2013年度）
- 「秋」（佐怒賀正美 主宰）

第5回（2014年度）
- 「銀漢」（伊藤伊那男 主宰）

第6回（2015年度）　
- 「鴻」（増成栗人 主宰）

第7回（2017年度）　
- 「汀」（井上弘美 主宰）

### 協会賞・新人賞
第1回（2016年度）　
- 協会賞　日野百草
- 新人賞　該当なし
- 新人賞能村研三奨励賞　松尾清隆
- 新人賞佐怒賀正美奨励賞　石川ゆめ

※1973年から1983年まで設置されていた協会賞を再設
第2回（2018年度）　
- 新人賞　星野いのり
- 新人賞準賞　原英
- 佳作　甘利大雄
- 佳作　井口可奈
- 佳作　姫草尚巳

第3回（2020年度）　
- 新人賞　横井来季
- 新人賞準賞　丸田洋渡
- 新人賞特別賞　本野櫻𩵋
- 新人賞特別賞　綱長井ハツオ
- 新人賞神野紗希奨励賞　笹岡大刀
- 新人賞鴇田智哉奨励賞　中矢温
- 新人賞堀田季何奨励賞　漆拾晶

第4回（2022年度）　
- 新人賞　古田秀
- 新人賞準賞　田村奏天
- 新人賞特別賞　三枝ぐ
- 新人賞特別賞　後藤麻衣子（俳人）
- 新人賞神野紗希奨励賞　池田宏陸
- 新人賞鴇田智哉奨励賞　友定洸太
- 新人賞堀田季何奨励賞　小鳥遊五月

選考委員
- 編集賞　池田澄子・伊藤一郎（東海大学教授）・田中利夫（本阿弥書店）
- 協会賞　大牧宏・高野ムツオ・佐怒賀正美・能村研三・秋尾敏
- 新人賞　（2018年度）神野紗希・日野百草・赤羽根めぐみ、（2020年度・2022年度）神野紗希・鴇田智哉・堀田季何